# Il treno era in orario
Il treno era in orario (titolo originale in tedesco: Der Zug war pünktlich) è un racconto pubblicato da Heinrich Böll nel 1949.

## Trama
L'opera è ambientata durante la seconda guerra mondiale e ha per protagonista Andreas, un giovane soldato tedesco in viaggio su una tradotta militare per raggiungere Przemyśl e combattere sul fronte orientale.
Durante tale viaggio, il protagonista farà amicizia con un commilitone omosessuale e un marito tradito. Giunti a destinazione, i soldati decidono di trascorrere la notte, prima di passare al fronte, in una casa di tolleranza. In tale luogo, Andreas conosce Olina, una prostituta polacca con cui nascerà un rapporto d'amore.

## Edizioni
- Il treno era in orario, trad. di Bice Tibiletti, Milano, Istituto di Propaganda Libraria, 1958.
- Il treno era in orario, traduzione di Italo Alighiero Chiusano, Collana Scrittori italiani e stranieri, Milano, Arnoldo Mondadori Editore, 1974. -Introduzione di I. A. Chiusano, Collana Oscar, Mondadori, 1978.